# Hofmeisterella eumicroscopica
Hofmeisterella eumicroscopica är en orkidéart som först beskrevs av Heinrich Gustav Reichenbach, och fick sitt nu gällande namn av Heinrich Gustav Reichenbach. Hofmeisterella eumicroscopica ingår i släktet Hofmeisterella och familjen orkidéer. Inga underarter finns listade i Catalogue of Life.

## Bildgalleri

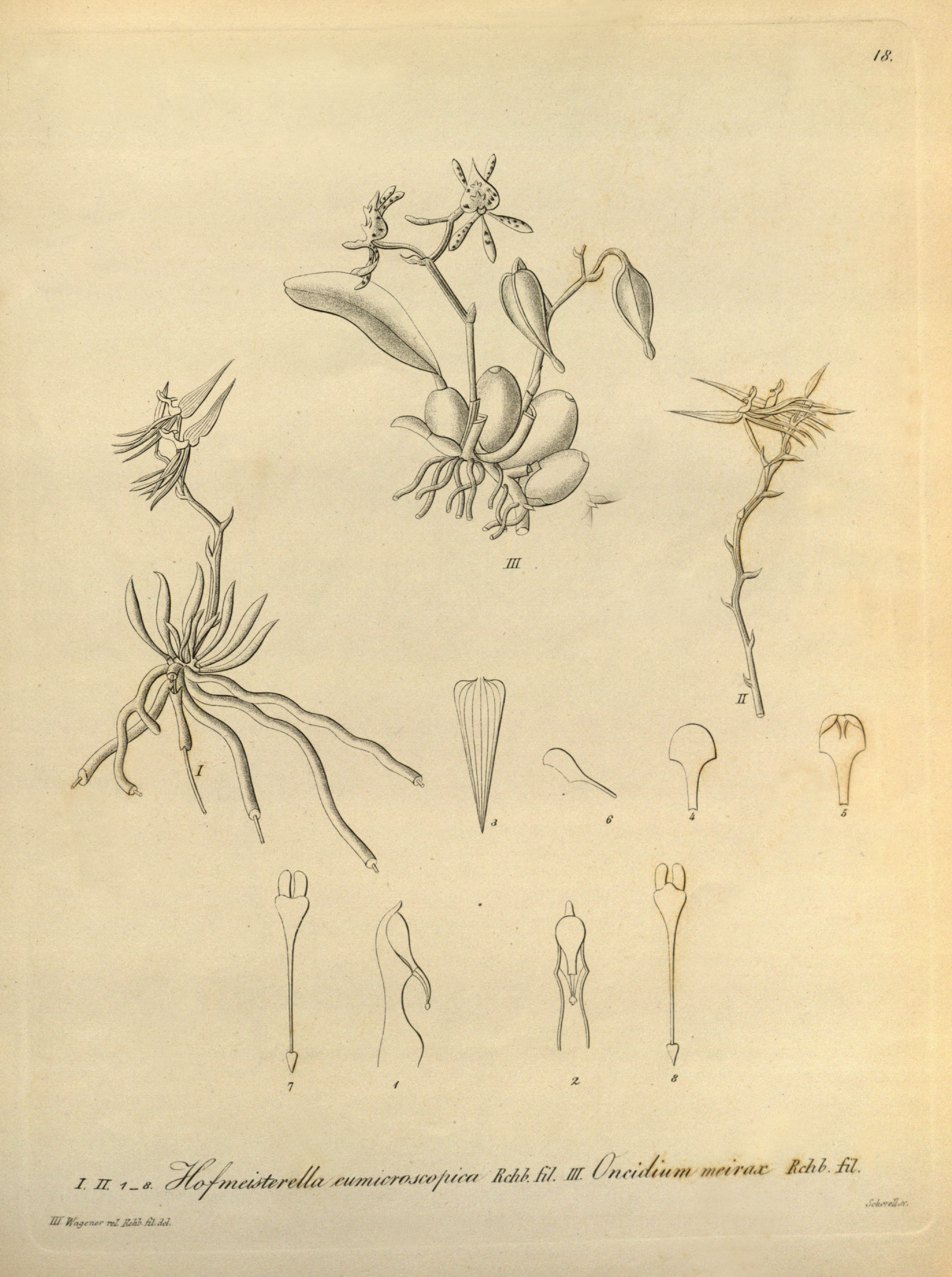